# Mókusmajomformák
A mókusmajomformák (Saimirinae) az emlősök (Mammalia) osztályának főemlősök (Primates) rendjébe, ezen belül a csuklyásmajomfélék (Cebidae) családjába tartozó alcsalád.
Ennek az alcsaládnak a fajait, korábban a csuklyásmajomformák (Cebinae) alcsaládjába sorolták, a Saimiri név alatt.

## Előfordulásuk
A mókusmajomforma-fajok Közép- és Dél-Amerika erdeiben élnek, a fák koronái között. A fajok elterjedési területei szomszédosak lehetnek. A vöröshátú mókusmajomnak (Saimiri oerstedii) két, egymástól távol eső állománya van, az egyik Costa Ricában, a másik pedig Panamában.

## Megjelenésük
Ezeknek az állatoknak a szőrzete általában rövid és sűrű. Olajzöldes és narancssárga a vállon, háton és a végtagokon. Torkuk és fülük fehér, elülső pofájuk fekete. A fej felső részén hosszabb szőrök találhatók. A pofán levő fehér-fekete rajzolatok miatt, e majmokat „halottfejű majmoknak” is nevezik.
A mókusmajomformák átlagos fej-testhossza 25-35 centiméter, farokhossza 35-42 centiméter. A hímek átlagosan 750-1100 grammosak, míg a nőstények 500-750 gramm súlyúak.
A nőstényeknek hamis hímvesszőik vannak, amelyekkel az egymásközti rangsort állítják fel, épp úgy ahogy azt a hímek teszik egymásközt.

## Életmódjuk
Mint a legtöbb újvilági majom, a mókusmajomforma-fajok is nappali, fánlakó életmódot folytatnak. Egyéb újvilági majmoktól eltérően, ezeknek a majmoknak nincsenek fogófarkaik, farkukat csak egyensúlyozásra használják. Az ágakon történő mozgásaik nagyon gyorsak.
Az 500 főt is számláló csoportjaikban több hím és nőstény található. E hatalmas csoportok időnként szétszakadhatnak több kisebb csoportra. Sokféle hangot hallatnak; majdnem mindenféle veszélyre van saját hangjuk. Legfőbb ellenségeik a ragadozó madarak, a kígyók és a macskafélék. A területek megjelzésére, a mókusmajomformák vizelettel dörzsölik be farkukat és bőrüket.
E majmok mindenevőnek számítanak, mivel egyaránt esznek gyümölcsöket és rovarokat is. Időnként magok, diókat, leveleket, rügyeket, virágokat, tojásokat és kisebb gerinceseket is fogyasztanak.
A mókusmajomformák általában 15 évig élnek, fogságban a 20 évet is megérik.

## Szaporodásuk
A párzási időszakuk az évszakoktól függ. A nőstények az esős évszakban ellenek, 150 - 170 napos vemhesség után. A kölykökre csak az anyaállat vigyáz. Az elválasztás a vöröshátú mókusmajomnál 4 hónapos korban történik meg, míg a bolíviai mókusmajomnál, ez sokkal később, 18 hónapos korban. A nőstények az ivarérettséget 3 évesen, míg a hímek 5 évesen érik el. A nőstények az életük közepe felé többé nem képesek vemhessé válni.

## Veszélyeztetettségük
A közönséges mókusmajmot az állatkereskedők és az orvosi laboratóriumok igen kedvelik, de ezek ellenér a faj nincs veszélyben. Viszont két másik faj, a vöröshátú mókusmajom és a Vanzolini-mókusmajom, az IUCN-szerint sebezhető fajnak számít.

## Rendszerezésük
1984-ig minden Saimiri-fajt egy fajnak tekintettek. Manapság a két csoportot, a szemük fölött levő fehér sáv különbözteti meg, mivel a S. boliviensis csoporté román stílusú boltívet ír le, míg a S. sciureus csoporté gótikus stílusú boltívet ír le. Az alcsaládba 1 nem és 5 faj tartozik:
- Saimiri
  - S. boliviensis csoport
    - bolíviai mókusmajom (Saimiri boliviensis)
    - Vanzolini-mókusmajom (Saimiri vanzolinii)

  - S. sciureus csoport
    - vöröshátú mókusmajom (Saimiri oerstedii)
    - közönséges mókusmajom (Saimiri sciureus) típusfaj
    - aranyhátú mókusmajom (Saimiri ustus)

## Kifejlődésük
A Saimiri-fajok családfája körülbelül 1,5 millió éve kezdett elágazni. Az eddigi kutatások szerint, az elsőként levált faj, a bolíviai mókusmajom volt, őt követte a vöröshátú mókusmajom és a közönséges mókusmajom S. s. sciureus törzsalfaja. A S. s. macrodon alfaj testvérfaja a S. oerstedii / S. s. sciureus kládnak.

### Fordítás
- Ez a szócikk részben vagy egészben  a   Squirrel monkey című angol Wikipédia-szócikk fordításán alapul.  Az eredeti cikk szerkesztőit annak laptörténete sorolja fel. Ez a jelzés csupán a megfogalmazás eredetét és a szerzői jogokat jelzi, nem szolgál a cikkben szereplő információk forrásmegjelöléseként.